# Rhododendron campanulatum
Rhododendron campanulatum är en ljungväxtart. Rhododendron campanulatum ingår i släktet rododendron, och familjen ljungväxter.

## Underarter
Arten delas in i följande underarter:
- R. c. aeruginosum
- R. c. campanulatum

## Bildgalleri

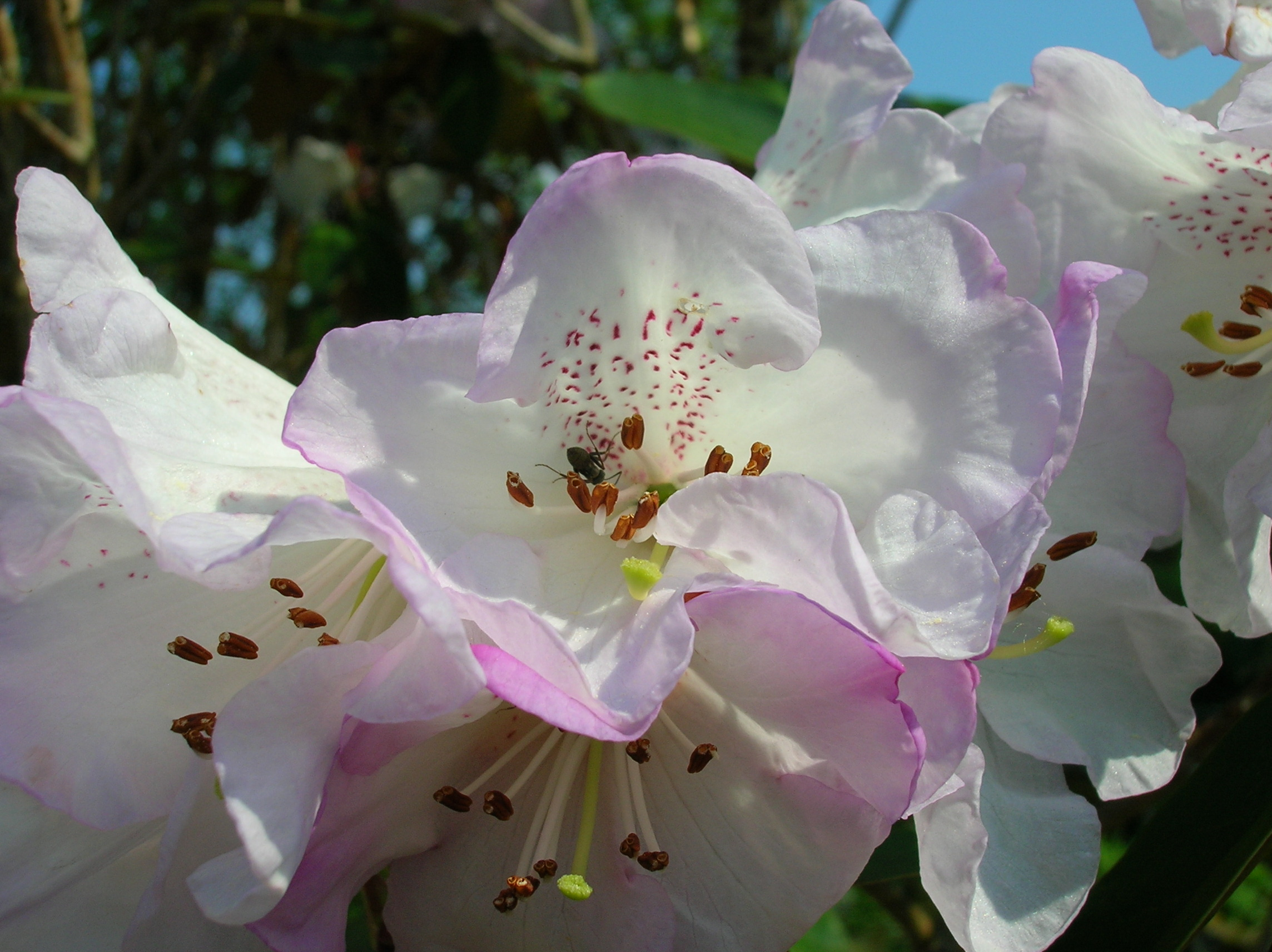
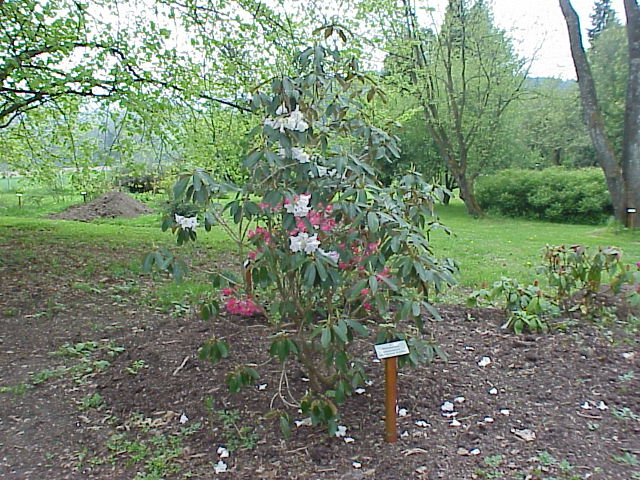
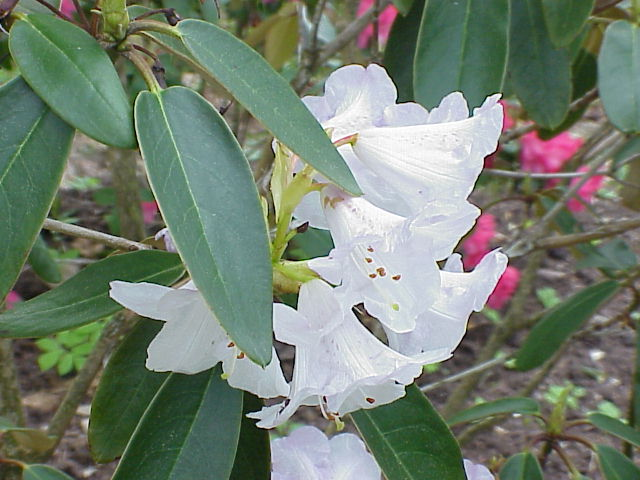
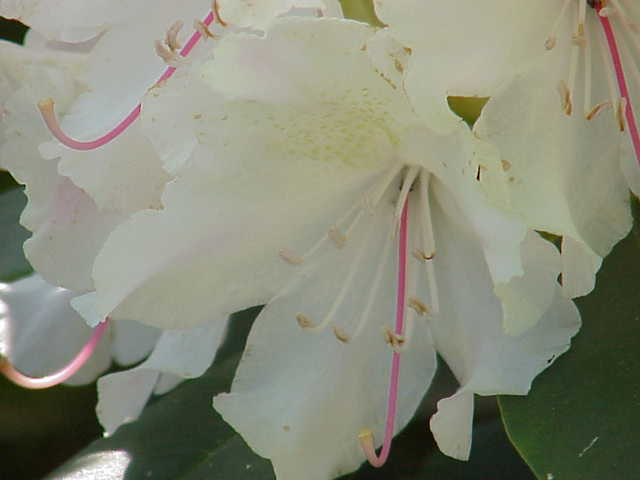
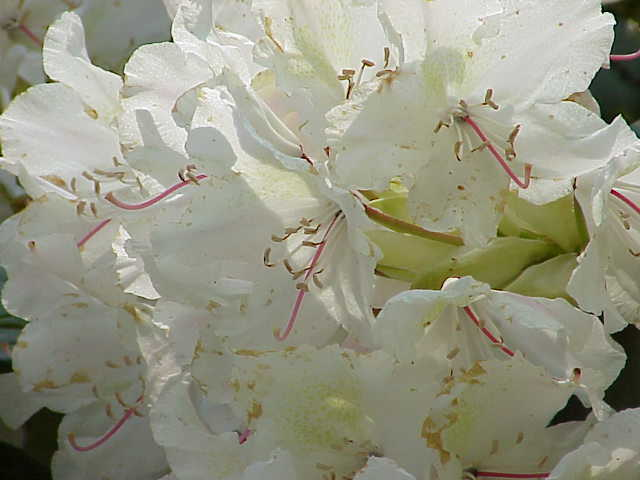
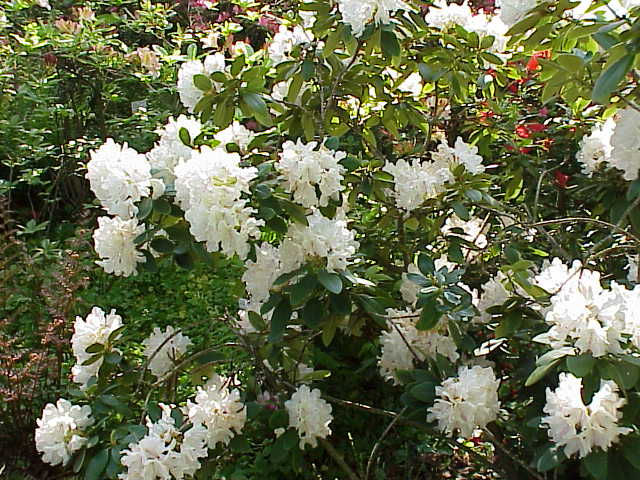